# Syndrome LEOPARD
 Mise en garde médicale
Le syndrome LEOPARD est une maladie génétique associant des lentigines multiples, des anomalies de la conduction cardiaque, un hypertélorisme, une sténose de la valve pulmonaire, des anomalies génitales, un retard de croissance et une surdité.
Le syndrome a été individualisé en 1969. Le terme LEOPARD est un acronyme constitué à partir des signes cliniques (en anglais) de ce syndrome.